# Chorizococcus rostellum
Chorizococcus rostellum är en insektsart som först beskrevs av Lobdell 1930.  Chorizococcus rostellum ingår i släktet Chorizococcus och familjen ullsköldlöss. Inga underarter finns listade i Catalogue of Life.